# Скопие
Скопие (на македонска литературна норма: Скопје; на албански: Shkup или Shkupi, Шкуп или Шкупи; на сръбски: Скопље или Skoplje; на турски: Üsküb, Юскюб) е столицата и най-населеният град на Северна Македония. При преброяването от 2021 г. Скопие има население от 422 540 жители в градската си зона и 526 502 души в десет общини, които образуват отделната административно-териториална единица Град Скопие. Той е център и на Скопския статистически регион, който освен Град Скопие включва още 7 съседни по-малки общини и има население 634 251 души.
Столица е на България от 972 до 992 г. Разположен е в долината на река Вардар. В Скопие се намират най-важните учреждения на страната – Македонска академия на науките и изкуствата, Скопски университет „Св. св. Кирил и Методий“, Исторически архив, Педагогическа академия, Македонски народен театър, както и многобройни индустриални предприятия, осигуряващи половината от производството на Северна Македония.

## Наименование
Съвременното име на Скопие се приема, че води началото си от засвидетелстваното през Античността латинско име на града Скупи (на латински: Scupi), град-крепост с тракийски (пеонски или дардански) произход.
По време на голямото преселение на народите и настаняването по тези места на славянските племена името очевидно претърпява малка промяна и по времето на българската държава запазва името си Скопие. С идването на османските турци името на града е видоизменено на Юскюп (на османски турски: اسكوب; на турски: Üsküp), макар преобладаващото в района българско население векове наред да продължава да използва името Скопие. Сред албанците градът се ползва с името Шкупи (понякога Шкуп) на албански: Shkup или Shkupi. След Първата световна война и попадането на Скопие в Кралството на сърби, хървати и словенци (по-късно Югославия) е наложена сръбската форма на името на града Скоплье (на сръбски: Скопље) това продължава до 1941 година. След като градът става част от Царство България (1941 – 1944), върната е българската форма на името – Скопие. От 1945 година със създаването на новия македонски литературен език официално е прието името на града да се изписва Скопје, съгласно установената нова азбука.

## География

### Местоположение
Скопие е разположен в северната част на Северна Македония, по двата бряга на река Вардар. От юг градът е притиснат от склоновете на планината Водно, а от север – от ридовете на Скопската Църна гора. Нешироката в района на града долина на река Вардар е наложила неговата планировка и разрастване главно в посоките запад и най-вече изток, накъдето се разпростира Скопското поле. Разположен е във Вардарската разломна зона, в която се наблюдава значителна сеизмична активност.
Скопие се намира на и 42° северна ширина и 21° 25' източна дължина. Надморската височина в централната част е 240 m. Широката градска част (с предградията) е с площ около 1818 km², като се приема, че е 9 km на ширина (планината Водно – село Радишани) и 23 km на дължина (село Драчево – кв. Гьорче Петров). Ядрото на градската част обхваща около 225 km².

### Води
През Скопие протича най-значимата речна артерия на Северна Македония – река Вардар, а в западната част на града, току в границите му, във Вардар се вливат още реките Лепенец (ляв приток) и Треска (десен приток). От голямо стопанско и гражданско значение за Скопие е язовирът на река Треска, наричан езеро Матка, разположен югозападно от града.

### Климат
Средната годишна температура за града е около 12,4 °C. Летата са дълги, сухи и горещи, а зимите – хладни, с много мъгливи дни. Климатът се характеризира като умерен, преходно-континентален със слабо средиземноморско влияние.
| Климатични данни за Скопие           | Климатични данни за Скопие | Климатични данни за Скопие | Климатични данни за Скопие | Климатични данни за Скопие | Климатични данни за Скопие | Климатични данни за Скопие | Климатични данни за Скопие | Климатични данни за Скопие | Климатични данни за Скопие | Климатични данни за Скопие | Климатични данни за Скопие | Климатични данни за Скопие | Климатични данни за Скопие |
| Месеци                               | яну.                       | фев.                       | март                       | апр.                       | май                        | юни                        | юли                        | авг.                       | сеп.                       | окт.                       | ное.                       | дек.                       | Годишно                    |
| Средни максимални температури (°C)   | 4,0                        | 8,4                        | 13,6                       | 18,6                       | 23,9                       | 27,4                       | 29,8                       | 30,0                       | 26,1                       | 19,5                       | 11,2                       | 5,3                        |                            |
| Средни минимални температури (°C)    | −3,6                       | −1,3                       | 1,9                        | 5,4                        | 10,0                       | 13,0                       | 14,8                       | 14,6                       | 11,4                       | 6,3                        | 1,4                        | −2,2                       |                            |
| Абсолютни минимални температури (°C) | 6                          | 6                          | 6                          | 7                          | 9                          | 6                          | 5                          | 5                          | 5                          | 6                          | 7                          | 7                          |                            |
| ------------------------------------ | -------------------------- | -------------------------- | -------------------------- | -------------------------- | -------------------------- | -------------------------- | -------------------------- | -------------------------- | -------------------------- | -------------------------- | -------------------------- | -------------------------- | -------------------------- |
| Източник: worldweather.org           |                            |                            |                            |                            |                            |                            |                            |                            |                            |                            |                            |                            |                            |

## Административно устройство
Столицата Скопие е съставна част на отделната административно-териториална единица Град Скопие, създадена през 2004 г. от Скопската голяма община със статут на окръг. Според последното административно деление на страната от 2004 г. в състава на Град Скопие (включващ 55 населени места – столицата Скопие и още 54 села) влизат 10 общини:
- Аеродрум
- Бутел
- Гази Баба
- Гьорче Петров
- Карпош
- Кисела вода
- Сарай
- Център
- Чаир
- Шуто Оризари

Град Скопие се състои както от изцяло градски общини, така и от смесени общини – с градски части, които са квартали на столицата Скопие и околни села, а община Сарай на запад е изцяло селска (без градски квартали).

## Население
| Година | Брой на населението |
| ------ | ------------------- |
| 1913   | 43 331              |
| 1919   | 51 758              |
| 1926   | 69 269              |
| 1931   | 68 334              |
| 1935   | 70 716              |
| 1942   | 80 802              |
| 1948   | 102 600             |
| 1953   | 139 200             |
| 1961   | 197 300             |
| 1971   | 312 300             |
| 1981   | 408100              |
| 1994   | 448 200             |
| 2002   | 506 926             |
| 2006   | 510 000             |
| 2021   | 526 502             |

Населението на Скопската голяма община по данни от преброяването на населението от 2002 г. възлиза на 506 926 души. То се разпределя по градските общини, както следва:
| Община        | Население |
| Аеродрум      | 72 009    |
| Бутел         | 36 154    |
| Гази Баба     | 72 617    |
| Гьорче Петров | 41 634    |
| Карпош        | 59 666    |
| Кисела вода   | 57 236    |
| Сарай         | 35 408    |
| Център        | 45 412    |
| Чаир          | 64 773    |
| Шуто Оризари  | 22 017    |

Данните от 2002 г. показват, че в етническо отношение населението се самоопределя така: северномакедонци (по етнос) – 338 358 души или 66,75 % от населението; албанци – 103 891 (20,49 %), роми – 23 475 (4,63 %), сърби – 14 298 (2,82 %), турци – 8595 (1,70 %), бошняци – 7585 (1,50 %); власи – 2557 (0,50 %) и други – 8167 (1,61 %).
При преброяването от 2021 г. градската зона на Скопие има население от 422 540 жители. В Скопската голяма община Град Скопие има 526 502 жители, т.е. една четвърт от общото население на страната.
Грамотно е 97,5 % от населението над 10-годишна възраст.

## История

### Ранна история
Първото споменаване на Скопие е у египетския географ Клавдий Птолемей под името – Скупи. Градът е основан през III век пр.н.е. През 164 г. пр.н.е. е завладян от Римската република и става главен град на областта Дардания, населявана предимно от племето дардани. През 84 или 85 година от новата ера император Домициан основава колонията Флавия Аелия Скупи, която прераства впоследствие в голям град. Селището е наричано Скопи от латинските писатели и Скупи от гръцките. 

### Средновековие

#### Във Византия
Античният град е разрушен през 518 година от земетресение. Император Юстиниан I възстановява града и го включва към архиепископията Юстиниана Прима. Според Иван Микулчич именно Скопие е Юстиниана Прима. Юстиниана Прима се споменава за последен път в 602 година. Очевидно градът е опустял след славянските нашествия в края на VI век. Може би още в края на VII, а със сигурност в VIII век, Византийската империя отново има гарнизон в това изключително важно стратегическо място, както и в съседна Сердика (София) и в някои други точки до Дунава на север.

#### В България
След завладяването на Сердика в 811 година, при експанзията на Българската държава при Борис I и след него при Симеон I към Адриатика на запад е овладян и Скопие, като ключов град на пътя през Полога към Охрид и по Вардар към Солун. Според Пламен Павлов през 978 година цар Роман резидира в Скопие, което е столица на страната до 997 година.

#### Във Византия
Градът остава български до 1004 година, когато край Скопие Василий II разбива войската на цар Самуил и градът се предава на византийците без бой. Василий II оставя гарнизон в Скопие и го прави седалище на катепаната България – голяма област, включваща днешна Сърбия до Дунава на север и днешна Западна България до София и Видин на североизток. Титлата на управителя Давид Арианит е висока – стратег автократор. След краха на Първото българско царство в 1018 година тази тема се разширява до Охрид и Девол на югозапад и до края на Солунското поле на юг. Скопие запазва тази роля през следващите два века и половина под властта на Византия. Мохамед ал-Идриси преминава през Скопие през XI век и го споменава като голям град с непрекъснато следващи обработени полета, изобилни лозя и зърнени култури. През XI – XIII век градът е седалище на епархия на Охридската архиепископия.
През 1040/1041 година а Скопие е овладян от въстаниците на Петър Делян. През 1072 година градските първенци на Скопие, водени от Георги Войтех отново въстават срещу византийската власт. И двете въстание са бързо потушени. През 1082 година норманският отряд под водачеството на Пунтесий превзема Полога и Скопие и държи града до 1088 година. В 1093 година рашкият жупан Вукан опустошава околностите на Скопие, а в 1093 година градът отново е превзет от норманите. Император Алексий I Комнин води войната с Рашща с основна база в Скопие. През 1190 година рашкият жупан Стефан Неманя завладява Скопие за кратко време.

#### Между България, Епир, Никея и Византия
В 1204 година Скопие е превзет от българският цар Калоян. След смъртта му в 1207 година, в Повардарието се установява местният владетел Стрез с център в Просек. Скопие вероятно е попаднало под неговата власт.
След смъртта на Стрез през 1217 година Повардарието до Скопие на север е овладяно от Теодор Комнин, деспотът на Епир. След битката при Клокотница през 1230 година, Скопие е превзет от българският царт Иван Асен II. В 1246 година градът попада отново в Епирското деспотство, а в 1252 година е завладян от никейския император Йоан III Дука Ватаци. През 1258 година Скопие е в ръцете на местния български болярин Константин Тих Асен, който от 1257 година до 1277 година е български цар. През същата година Скопие е превзет от никейците, а след тях и от сърбите. През 1259 година в Скопие отново властват никейците, начело с император Михаил VIII Палеолог, който възстановяна Византийската империя.

#### В Сърбия
В 1282 година сръбският крал Стефан II Милутин присъединява Скопие към Сръбската държава, в чиито рамки градът остава до идването на турците през 1392 година. През 1299/1300 година в Скопие резидира византийският пратеник Теодор Метохит, който отбелязва, че освен Горния град има и Долен град, защитен със стени, и че тук се е намирала и най-красивата катедрална църква. През същата година Милутин издава грамота за манастира „Свети Георги“ на Серава, в която са отбелязани множество топоними – села, местности и други термини, сгради в Скопие и други.
В 1346 година в Скопие крал Стефан Душан е провъзгласен за цар и Скопие става столица на голямото балканско царство. През 1349 година тук е издаден и известният Душанов кодекс. След смъртта на Душан, в Скопие се възцарява Стефан Урош V . Скопие сече сребърни монети с надпис . От 1366 година Скопие е под управлението на крал Вълкашин, а от 1371 година тук властва феодалът Вук Бранкович.

### Османско завоюване
На 19 януари 1392 година градът е завзет от османците, предвождани от Игит паша, който и става първият санджакбей на Скопския санджак. Градът получава турското име Юскюб (на турски: Üsküp). От 1392 до 1912 година е под османска власт.
Според изследване на Христо Гандев, от 312 християнски домакинства и 316 турски през 1450 г. етническият състав е променен до 268 християнски и 623 турски през 1519 г., като един от методите е принудително изселване.
Между 1471 година и управлението на султан Мурад IV (1623 – 1640) в Юскюп функционира  османска монетарница, в която се секат сребърни акчета и по-рядко - златни султани (алтъни).
През 1555 година градът пострадва от разрушително земетресение, но бързо се възстановява.

### Възраждане
През 1738 г. населението на Скопие, както на всички важни градове в европейската част на Османската империя, е преобладаващо турско. По време на Възраждането българската общност в Скопие е сред най-будните в цяла България. Българите в града са сред първите, които се противопоставят яростно на Цариградската патриаршия и издигат въпроса за собствени училища, в които да се преподава на родния български език, a още през 1833 г. Скопие и Самоков са първите градове, поставили искане да имат свещеници българи. През 1832 г. свещеник Димитър Иконом, протосингел на Скопската митрополия, е предложен от българското население да бъде назначен за владика, но Патриаршията отказва. По това време в Скопие вече има значително българско население, една част от което с добри доходи, което спомага за повдигане на училищното и църковното дело. Още през 1836 или 1837 г. отваря врати първото българско общинско училище в Скопие. Училището е настанено в къща до църквата „Света Богородица“, а за пръв учител е поставен монахът Павел Харват от Бигорския манастир.
В 1845 г. руският славист Виктор Григорович минава през Скопие и в 1848 година описва града в книгата си „Очерк путешествия по Европейской Турции“:
| „ | в този град има митрополит, три или четири църкви и училище, в което смятаха да въвеждат преподаване на български. | “ |

По-късно се съградила нова сграда на училището, по-просторна и удобна, а за учител през 1848 г. е привлечен един от титаните на възрожденското училищно дело, велешанина Йордан Хаджиконстантинов-Джинот. Самият Джинот, екзалтиран патриот от типа на Раковски, чиито голям почитател е до гроба си, учителства в Скопие много години и създава истинска епоха там. Джинот въвел в училището „Ланкастерската метода“, което нещо преди това направил и във Велес през 1840 г. Пламенният патриотизъм на Джинот стигал до същински български фанатизъм и това веднага направило лошо впечатление на скопския митрополит, грък по произход. Години наред обаче, имайки силни позиции пред османските власти, българските първенци бранят Джинот. Сгоден случай се отдава на фанариотите да отстранят Джинот от училищното дело едва в разгара на Кримската война (1853 – 1859 г.). За затваряне на българското училище обаче и дума не можело да става и скоро за учител е назначен Стоян Костов от Враня, ученик на Найден Геров. През 1895 година българското училище е преустроено като Педагогическо българско училище.
Според свидетелства на посетили града през 1859 година американски мисионери, той имал 20 хиляди жители, като 13 хиляди от тях били мюсюлмани, а останалите – българи. В българското училище учели 70 деца, но в онзи момент нямали учител по български език. Коментирайки възможността да използват Скопие като база за своята дейност, те отбелязват значителната разлика между местния диалект и българския, използван в използваните от тях книги.
След проведен плебисцит от 1874 година в Скопие и околията е назначен митрополит от Българската екзархия, като 8131 християнски къщи гласуват положително, а само 567 християнски къщи гласуват против и искат да останат под върховенството на Цариградската патриаршия. На 1 септември 1874 година е учредено българското читалище в града като Училищно дружество „Развитие“.
В края на XIX век град Скопие е третото по значение стопанско и административно средище в тогавашна Македония, след Солун и Битоля. Административен център е на Скопска каза и на Скопски санджак на Османската империя. Според статистиката на Васил Кънчов („Македония. Етнография и статистика“) от 1900 г. Скопие има около 31 900 жители, от които около 13 000 българи християни, около 15 000 турци, 30 черкези, 50 гърци, 150 арнаути християни, 450 власи, 800 евреи, 1920 цигани и около 500 души от други народности.
Абсолютното мнозинство на християнските жители на града е под върховенството на Българската екзархия. Според патриаршеския митрополит Фирмилиан в 1902 година в града има 247 сръбски патриаршистки и 130 влашки гъркомански къщи. Според статистиката на секретаря на екзархията Димитър Мишев („La Macédoine et sa Population Chrétienne“) в 1905 г. християнското население на Скопие се състои от 9832 българи екзархисти, 216 българи патриаршисти гъркомани, 344 българи патриаршисти сърбомани, 48 българи протестанти, 75 гърци, 360 власи и 354 цигани. В града има 2 прогимназиални и 9 основни български училища, както и 1 прогимназиално и 2 основни гръцки, 1 основно влашко и 2 прогимназиални и 4 основни сръбски.
По време на Албанското въстание от лятото на 1912 г. Скопие е превзет от въстаниците и остава в техни ръце до 4 септември 1912 г.
При избухването на Балканската война в 1912 година 99 души от Скопие са доброволци в Македоно-одринското опълчение.
Над 48 души родом от Скопие, в редиците на българската армия, загиват на фронта във войните за национално обединение на България.

### Между войните
На 25 октомври 1912 г., двадесет дни след обявяването на Балканската война, Моравската дивизия на Сръбската армия влиза в Скопие. От 1913 г. градът официално е присъединен към Кралство Сърбия.
На 10 октомври 1915 г., по време на Първата световна война, след упорит бой Българската армия изтласква сръбските войски от града. При отстъплението си сърбите запалват северната част на Скопие. Българските части са посрещнати като освободители. Както пише генерал Георги Тодоров:
| „ | Цялото население излезе. Всичкото време и от всички се хвърляха венци и цветя. Къщите украсени с наши флагове и килими. Улицата... обсипана с цветя. Хората плачат. Неописуем възторг. | “ |

Скопие, което е присъединено към Царство България, става център на Македонската военноинспекционна област, начело с ген. Рачо Петров.
През 1918 г. градът е върнат на новосформираното Кралството на сърби, хървати и словенци, от 1929 г. Югославия.
За периода между световните войни ужасяваща информация за случващото се в Македония и Скопие дава френският шпионин Анри Пози в книгата си „Войната се завръща“, излязла от печат за пръв път през 1934 г. Пози съобщава за нечовешки издевателства над българите в Македония – мъчения, унижения, преследвания и убийства на български първенци. В достигащото си до абсурд отношение властите на кралство Югославия в Скопие стигат до заличаване на всички надписи на български език, включително по иконите в църквите и надгробните паметници.
| „         | Във всички гробища, във всички църкви на поробена Македония, по заповед на Белград изтриха надписите на български, които се намирали в олтарите, по стените на постройките, върху гробовете; надгробните паметници са изпочупени, гробовете разровени. В Скопие например повече от 40 тела са били изровени от черквата „Св. Димитър“. – Какво ги направиха? – попитах сътрудника на г-н Йованович, който ме придружаваше при визитата в черквата и ми разказваше това. – Хвърлиха ги във Вардара. – ми отговори. | “ |
| Анри Пози | |   |

На 22 април 1941 г. Пета армия от състава на Българската армия е посрещната за втори път като освободителка от българите в Скопие. През същата година за комендант на града е назначен полковник Неделчо Стаматов, а кмет е Спиро Китинчев (2 август 1941 – 9 септември 1944 година). Българските части напускат града след 9 септември 1944 г. с идването на власт на правителството на Отечествения фронт.
На 13 ноември 1944 г., в хода на Страцинско-Кумановската операция, части на Първа и Четвърта български армия влизат в Скопие, а след тях в града навлизат и югославски партизани от 42-ра и 50-а Народно-освободителна дивизия и 16-а Македонска бригада. Днес в чест на събитието Скопската община присъжда почетната награда „13 ноември“.
В средата на декември 1944 г. Скопие е сцена на кървавия Скопски войнишки бунт. Хиляди войници и офицери от цяла Вардарска Македония, много от тях наскоро освободени от Българската армия, събрани в наскоро сформираната „Македонска войска", отказват да се сражават на Сремския фронт в редиците на Югославската народна армия и се вдигат на протест пред главния щаб на Народоосвободителната армия и партизанските отряди на Македония. Сръбските и просръбските офицери, ръководени от Светозар Вукманович и Михайло Апостолски разстрелват след измама над 70 офицери, а след това при стрелбата в насъбралото се множество избиват над 100 души от протестиращите войници; останалите са пленени, затворени и жестоко измъчвани.

### Нова история
Следващите години хиляди жители на Скопие са арестувани, измъчвани, редица разстреляни, а семействата и близките им тероризирани в процеса на създаване и укрепване на новата проюгославска „македонска“ нация. В началото на 1945 година само в двора на скопското полицейско управление са разстреляни без съд и присъда повече от 50 българи с различни професии от цяла Вардарска Македония. Въведен е единствен по рода си „Закон за съдене на престъпленията против македонската национална чест“, по който за българско, но не и за сръбско самосъзнание се налагат тежки наказания, останал в сила почти до края на XX. век и негласно прилаган като политика и до днес.
В началото на ноември 1962 г. река Вардар прелива и наводнява Скопие и околностите, а на 26 юли 1963 г. е регистрирано катастрофалното Скопско земетресение с магнитуд 6,1 по скалата на Рихтер, при което над 1000 души загиват и около 120 000 души губят своето жилище. Градът е силно разрушен от земетресението (ок. 80 % от сградите) и след това е възстановен (центърът е по проект на японския архитект Кензо Танге).
От самото начало на създаването на Народна република Македония като федеративен субект на Югославия, Скопие е неин главен град. Бидейки индустриален, културен и административен център на федеративна република, Скопие започва бързо да се развива, което се ускорява след Скопското земетресение.
След обявяването независимостта на Северна Македония през 1991 г. Скопие става нейна столица.

## Икономика
На територията на Скопие са разположени производствените мощности или управленията на едни от най-големите предприятия на територията на Северна Македония. Страната има типичната за малките страни купна стопанска структура, при която главните производствени структури се съсредоточават в столицата, където е най-голямото съсредоточаване на държавни разходи във връзка с локацията на цялата висша държавна администрация.
По данни на Държавния статистически институт на Северна Македония през 2006 г. Скопският статистически регион, включващ град Скопие и прилежащи 7 селски общини, заработва почти половината (47,43%) от БВП на страната. Регионът е най-малкият в териториално отношение, но е най-гъсто населеният. За сравнение Пелагонийският статистически регион, включващ Битоля – втория по население град, а също и градовете Прилеп, Ресен, Крушево и Демир Хисар, е на 2-ро място в образуването на БВП на страната с около 11,30 %.

## Транспорт
Още от древни времена Скопие е важен транспортен пункт, разположен на пътищата, свързващи Северозападните Балкани и Централна Европа с Беломорското крайбрежие и пристанището на Солун, и на пътищата, свързващи Черноморското крайбрежие с Адриатика. През Скопие днес преминават европейските пътища Е65 и Е75. Благодарение на централното си местоположение на Балканския полуостров Скопие в миналото е било често пъти голям и цветущ град.
Скопие е най-важният транспортен център на Северна Македония. Градът се свързва с железопътни линии на изток и запад. В рамките на самия град общественият транспорт се осъществява от Публичното транспортно предприятие „Скопие“, което има развита автобусна мрежа. Скопие не разполага с градска железница, метрополитен и електротранспорт, а условия за воден транспорт няма. На 20 km югоизточно от града се намира най-голямото летище на Северна Македония – Международно летище Скопие, преди носило имената „Петровец“ и „Александър Велики“.

## Забележителности
Театри
- Театри в Скопие

Музеи
- Музей на Македония (Скопие);
- Музей на съвременното изкуство (Скопие);
- Музей на град Скопие (старата железопътна гара);
- Нумизматичен музей на Народна банка на Северна Македония;
- Природонаучен музей на Македония
- Институт за защита на паметниците на културата на град Скопие;
- Републикански институт за защита на паметниците на културата;
- Къща музей на Майка Тереза;
- Мемориален център на Холокоста на евреите от Македония;
- Музей на македонската борба (Скопие)

Храмови сгради
- Съборен храм „Св. Климент Охридски“;
- Марков манастир, наречен на Крали Марко, чийто патрон е Свети Димитър;
- църква Свети Пантелеймон в Горно Нерези (1164) г. с едни от най-прочутите средновековни стенописи;
- църква „Свети Никита“ в село Баняне, строена около 1307 – 1308 г., в която има стенописи на майсторите Михаил и Евтихий в стила на Палеолозите, рисувани около 1320 г.;
- църква „Свети Никола“ в Люботен със стенописи от 1337 г.;
- църква „Свети Спас“ с уникалния си иконостас;
- църква „Свети Димитър“;
- църква „Света Богородица“, построена в 1835 г., бивша катедрална църква;
- Султан Мурад джамия, построена през 1436 от султан Мурад II;
- Мустафа паша джамия, построена през 1492 от Мустафа паша;
- Яхия паша джамия
- Тутунсуз джамия
- Исабегова джамия

Други
- Саркофагът с костите на Гоце Делчев в двора на църквата „Свети Спас“
- Скопско кале, средновековна крепост
- Камен мост
- Куршумли хан
- Порта „Македония“, триумфална арка на площад „Пела“
- Скопски акведукт, наричан още Юстинианов акведукт
- Милениумски кръст, намиращ се на планината Водно.
- Скупи – античен град с останки на театър, терми, базилика, некропол.
- В стария център на Скопие се намира реставрираната Скопска чаршия от османско време и безистенът.
- Сули хан

## Личности
Известни скопяни.

## Галерия
- Модерна сграда в Скопие
- Златарски магазин в центъра на града
- Чифте хамам, днес Национална художествена галерия
- Изглед от градския пазар

## Побратимени градове
| - Брадфорд, Обединено кралство (от 1961 г.) - Дижон, Франция (от 1961 г.) - Ташкент, Узбекистан (от 1966 г.) - Дрезден, Германия (от 1967 г.) - Темпи, Аризона, САЩ (от 1971 г.) - Йист Йорк, Торонто, Канада (от 1971 г.) - Рубе, Франция (от 1973 г.) - Варем, Белгия (от 1974 г.) - Нюрнберг, Германия (от 1982 г.) - Хлеф, Алжир (от 1983 г.) - Нанчан, Китай (от 1985 г.) - Маниса, Турция (от 1985 г.) | - Суец, Египет (от 1985 г.) - Питсбърг, Пенсилвания, САЩ (от 2001 г.) - Истанбул, Турция (от 2003 г.) - Лече, Италия (от 2005 г.) - Крайова, Румъния (от 2005 г.) - Благоевград, България (от 2006 г.) - Белград, Сърбия (от 2006 г.) - Подгорица, Черна гора - Перник, България - Сарагоса, Испания - Любляна, Словения - Адана, Турция |

## Други
На Скопие е наречена улица в София (Карта).